# Championnat du monde Red Bull de course aérienne 2015
Navigation
Championnat 2014 Championnat 2016
Le Championnat du monde Red Bull Air Race 2015 (Red Bull Air Race World Championship 2015 en anglais) est la huitième édition du Championnat Red Bull de course aérienne se déroulant du 13 février au 18 octobre. Huit épreuves ont lieu dans sept pays et trois continents différents. Les 14 pilotes volent pour remporter le titre de champion gagné par Nigel Lamb.
Peter Besenyei prend officiellement sa retraite du championnat, après 10 saisons, pour se concentrer sur les meetings aériens et sur sa famille.

## Master class

### Réglementation
- Tous les concurrents ont le même moteur à six cylindres Lycoming Thunderbolt AEIO-540-EXP, les mêmes hélices tripales Hartzell et le même échappement[1]. Les avions ont ainsi des performances semblables.
- Les pylônes sont faits d'un matériel en nylon léger, de même type que les voiles des bateaux, les rendant extrêmement facile à éclater s'ils venaient à être coupés par les ailes ou l'hélice des avions.
- La hauteur des pylônes a elle aussi été augmentée passant de 20 à 25 mètres afin que les pilotes aient une plus grande amplitude de passage.

| Position | 1er | 2e | 3e | 4e | 5e | 6e | 7e | 8e | 9e - 14e |
| Points   | 12  | 9  | 7  | 5  | 4  | 3  | 2  | 1  | 0        |
| -------- | --- | -- | -- | -- | -- | -- | -- | -- | -------- |

### Pénalités
1 seconde
- Fumigène non activé ou défectueux.

2 secondes
- Angle incorrect au passage d'une porte.
- Hauteur trop élevée au passage d'une porte.

3 secondes
- 1er pylône heurté.
- 2e pylône heurté.

Disqualification
- Facteur de charge supérieur à 10G.
- 3e pylône heurté.
- Ordre du directeur de course ignoré.
- Vol dangereux.

### Participants
| Classement 2014 | Numéro | Pilote            | Équipe                   | Avion             | Saisons disputées | Meilleur classement |
| --------------- | ------ | ----------------- | ------------------------ | ----------------- | ----------------- | ------------------- |
| 1               | 9      | Nigel Lamb        | Team Breitling           | MXR MXS-R         | 7                 | 1er                 |
| 2               | 22     | Hannes Arch       | Team Hannes Arch         | Zivko Edge 540 V3 | 5                 | 1er                 |
| 3               | 55     | Paul Bonhomme     | Team Bonhomme            | Zivko Edge 540    | 7                 | 1er                 |
| 4               | 27     | Nicolas Ivanoff   | Team Ivanoff Hamilton    | Zivko Edge 540    | 7                 | 4e                  |
| 5               | 84     | Pete McLeod (en)  | Pete Mcleod Aerosports   | Zivko Edge 540 V3 | 3                 | 5e                  |
| 6               | 95     | Matt Hall         | Matt Hall Racing         | MXR MXS-R         | 3                 | 3e                  |
| 7               | 21     | Matthias Dolderer | Team Matthias Dolderer   | Zivko Edge 540 V3 | 3                 | 7e                  |
| 8               | 8      | Martin Šonka      | Martin Sonka racing team | Zivko Edge 540 V3 | 2                 | 8e                  |
| 9               | 31     | Yoshi Muroya      | Team Deepblues           | Zivko Edge 540 V3 | 3                 | 9e                  |
| 10              | 10     | Kirby Chambliss   | Team Red Bull            | Zivko Edge 540 V3 | 7                 | 1er                 |
| 11              | 91     | Peter Besenyei    | Team Red Bull            | Zivko Edge 540 V3 | 7                 | 2e                  |
| 12              | 99     | Michael Goulian   | Goulian Aerosports       | Zivko Edge 540    | 6                 | 5e                  |
| -               | 12     | François Le Vot   | Team Breitling           | Zivko Edge 540    | -                 | -                   |
| -               | 26     | Juan Velarde      | Team Velarde             | Zivko Edge 540    | -                 | -                   |

### Épreuves
| N° | Date (Qualifications et course)     | Ville      | Lieu                              | Édition | Vainqueur     | Meilleur temps des qualifications |
| -- | ----------------------------------- | ---------- | --------------------------------- | ------- | ------------- | --------------------------------- |
| 59 | 13 février 2015-14 février 2015     | Abou Dabi  | Port Zayed - Corniche d’Abu Dhabi | 8e      | Paul Bonhomme | Paul Bonhomme                     |
| 60 | 16 mai 2015-17 mai 2015             | Chiba      | -                                 | 1er     | Paul Bonhomme | Nicolas Ivanoff                   |
| 61 | 30 mai 2015-31 mai 2015             | Rovinj     | Face à la vieille ville           | 2e      | Hannes Arch   | Paul Bonhomme                     |
| 62 | 4 juillet 2015-5 juillet 2015       | Budapest   | Devant le Parlement               | 6e      | Hannes Arch   | Matt Hall                         |
| 63 | 15 aout 2015-16 aout 2015           | Ascot      | Champ de course d'Ascot           | 2e      | Paul Bonhomme | Paul Bonhomme                     |
| 64 | 5 septembre 2015-6 septembre 2015   | Spielberg  | Circuit de Spielberg              | 2e      | Matt Hall     | /                                 |
| 65 | 26 septembre 2015-27 septembre 2015 | Fort Worth | Texas Motor Speedway              | 2e      | Paul Bonhomme | Mathias Dolderer                  |
| 66 | 17 octobre 2015-18 octobre 2015     | Las Vegas  | Las Vegas Motor Speedway          | 2e      | Matt Hall     | Yoshi Muroya                      |

### Classements
| Classement | Pilote            | Drapeau des Émirats arabes unis | Drapeau du Japon | Drapeau de la Croatie | Drapeau de la Hongrie | Drapeau du Royaume-Uni | Drapeau de l'Autriche | Drapeau des États-Unis | Drapeau des États-Unis | Total des points |
| ---------- | ----------------- | ------------------------------- | ---------------- | --------------------- | --------------------- | ---------------------- | --------------------- | ---------------------- | ---------------------- | ---------------- |
| 1          | Paul Bonhomme     | 12                              | 12               | 1                     | 9                     | 12                     | 9                     | 12                     | 9                      | 76               |
| 2          | Matt Hall         | 9                               | 9                | 7                     | 4                     | 9                      | 12                    | 9                      | 12                     | 71               |
| 3          | Hannes Arch       | 5                               | 0                | 12                    | 12                    | 1                      | 0                     | 0                      | 4                      | 34               |
| 4          | Martin Šonka      | 0                               | 0                | 9                     | 7                     | 2                      | 5                     | 5                      | 1                      | 29               |
| 5          | Matthias Dolderer | 0                               | 7                | 3                     | 2                     | 0                      | 3                     | 4                      | 7                      | 26               |
| 6          | Yoshi Muroya      | 3                               | 1                | 0                     | 0                     | 7                      | 0                     | 7                      | 5                      | 23               |
| 7          | Nigel Lamb        | 4                               | 4                | 4                     | 1                     | 4                      | 0                     | 3                      | 0                      | 20               |
| 8          | Pete McLeod (en)  | 7                               | 0                | 2                     | 5                     | 0                      | 4                     | 1                      | 0                      | 19               |
| 9          | Nicolas Ivanoff   | 1                               | 5                | 0                     | 0                     | 5                      | 0                     | 2                      | 2                      | 15               |
| 10         | Michael Goulian   | 0                               | 3                | 5                     | 0                     | 0                      | 2                     | 0                      | 3                      | 13               |
| 11         | Kirby Chambliss   | 0                               | 2                | 0                     | 0                     | 0                      | 7                     | 0                      | 0                      | 9                |
| 12         | Peter Besenyei    | 2                               | 0                | 0                     | 3                     | 3                      | 0                     | 0                      | 0                      | 8                |
| 13         | Juan Velarde      | 0                               | 0                | 0                     | 0                     | 0                      | 0                     | 0                      | 0                      | 0                |
| 14         | François Le Vot   | 0                               | 0                | 0                     | 0                     | 0                      | 0                     | 0                      | 0                      | 0                |

| Sigle | Terminologie                   |
| ----- | ------------------------------ |
| DNS   | Did not start                  |
| DNF   | Did not finish ou Disqualified |

## Challenger Cup

### Réglementation
- Chaque participant doit réaliser au minimum trois courses.
- Tous les concurrents volent sur des Extra 330LX fournis par Red Bull.
- La hauteur des pylônes est également fixée à 25 mètres comme pour la Master Class.
- Les six meilleurs pilotes seront invités à concourir lors de la dernière manche de la saison.
- Les trois meilleures manches de chacun des pilotes sont comptabilisées dans le classement officiel, les autres ne rentrant pas en compte.

| Position | 1er | 2e | 3e | 4e | 5e | 6e - 11e |
| Points   | 10  | 8  | 6  | 4  | 2  | 0        |
| -------- | --- | -- | -- | -- | -- | -------- |

### Participants
| Numéro | Pilote          |
| ------ | --------------- |
| 62     | Florian Berger  |
| 77     | Francis Barros  |
| 5      | Cristian Bolton |
| 11     | Mikael Brageot  |
| 88     | Halim Othman    |
| 18     | Petr Kopfstein  |
| 25     | Peter Podlunsek |
| 17     | Daniel Ryfa     |

### Épreuves
| Classement | Pilote          | Drapeau des Émirats arabes unis | Drapeau du Japon | Drapeau de la Croatie | Drapeau de la Hongrie | Drapeau du Royaume-Uni | Drapeau de l'Autriche | Drapeau des États-Unis | Total des points |
| ---------- | --------------- | ------------------------------- | ---------------- | --------------------- | --------------------- | ---------------------- | --------------------- | ---------------------- | ---------------- |
| 1          | Mikael Brageot  | 6                               |                  | 8                     | 8                     |                        | 10                    | 10                     | 28               |
| 2          | Petr Kopfstein  | 8                               | 10               |                       | 4                     | 10                     | 8                     | 0                      | 28               |
| 3          | Daniel Ryfa     | 2                               | 8                | 10                    | 10                    | 6                      | 6                     |                        | 28               |
| 4          | Cristian Bolton | 10                              | 6                | 6                     | 2                     | 8                      |                       | 4                      | 24               |
| 5          | Peter Podlunsek |                                 | 0                | 4                     | 6                     | 4                      | 4                     | 8                      | 18               |
| 6          | Florian Berger  | 4                               | 4                |                       | 0                     | 2                      | 2                     | 6                      | 14               |
| 7          | Francis Barros  | 0                               | 2                | 2                     |                       | 0                      | 0                     | 2                      | 6                |

| Sigle | Terminologie                                |
| ----- | ------------------------------------------- |
|       | Ne participe pas à la course                |
|       | Non pris en compte dans le classement final |

#### Classement final
| Classement | Pilote          | Temps    |
| ---------- | --------------- | -------- |
| 1          | Mikael Brageot  | 1:00.521 |
| 2          | Peter Podlunsek | 1:00.556 |
| 3          | Cristian Bolton | 1:00.920 |
| 4          | Petr Kopfstein  | 1:02.117 |
| 5          | Florian Berger  | 1:02:255 |
| 6          | Daniel Ryfa     | 1:02.459 |